# Batcave
La Batcave (Batcueva o Baticueva en español) es un lugar subterráneo que aparece en los cómics estadounidenses publicados por DC Comics. Es la sede del superhéroe Batman, cuya identidad secreta es Bruce Wayne y sus aliados, que consta de cuevas debajo de su residencia personal, la Mansión Wayne.
La Batcave aparece en la serie de televisión Batman de la década de 1960 y en las películas Batman (1989), Batman Returns (1992), Batman Forever (1995), Batman y Robin (1997), en la Trilogía The Dark Knight (2005–2012), en el Universo extendido de DC (2016 - 2023) y The Batman (2022).

## Historia de su publicación
Originalmente, solo había un túnel secreto que corría bajo tierra entre la Mansión Wayne y un viejo granero polvoriento donde se guardaba el Batmobile. Más tarde, en Batman # 12 (agosto-septiembre de 1942), Bill Finger mencionó "hangares subterráneos secretos". En 1943, los escritores de la primera serie de películas de Batman, titulada Batman, le dieron a Batman un laboratorio criminal subterráneo completo y lo presentaron en el segundo capítulo titulado "La cueva del murciélago". La entrada fue a través de un pasaje secreto a través de un reloj de pie e incluía murciélagos volando alrededor.
Bob Kane, quien estaba en el set de filmación, le mencionó esto a Bill Finger, quien iba a ser el guionista inicial en la tira del periódico de Batman. Finger incluyó con su guion un recorte de Popular Mechanics que presentaba una sección transversal detallada de los hangares subterráneos. Kane usó este recorte como guía, agregando un estudio, laboratorio criminalístico, taller, hangar y garaje. Esta ilustración apareció en los " diarios" de Batman el 29 de octubre de 1943, en una tira titulada "¡La Cueva del Murciélago!"
En esta primera versión, la cueva en sí se describía como el estudio subterráneo de Batman y, al igual que las otras habitaciones, era solo una pequeña alcoba con un escritorio y archivadores. Al igual que en la serie de películas, el símbolo de Batman estaba tallado en la roca detrás del escritorio y tenía una vela en el medio. La entrada era a través de una estantería que conducía a un ascensor secreto.
La Batcueva hizo su debut en el cómic en Detective Comics # 83 en enero de 1944. (enlace roto disponible en Internet Archive; véase el historial, la primera versión y la última).. A lo largo de las décadas, la cueva se ha expandido junto con la popularidad de su propietario para incluir una gran sala de trofeos, una supercomputadora y un laboratorio forense. Ha habido poca coherencia en cuanto a la planta de la Batcueva o su contenido. El diseño ha variado de un artista a otro y no es inusual que el mismo artista dibuje el diseño de la cueva de manera diferente en varios temas.

## Historia ficticia
La cueva fue descubierta y utilizada mucho antes por los ancestros de Bruce Wayne como un almacén, así como un medio de transporte de esclavos escapados durante la era de la Guerra Civil. El héroe fronterizo del siglo XVIII, Tomahawk, descubrió una vez a un gigantesco murciélago (propiedad de Morgaine le Fey de la leyenda de Arturo) dentro de lo que puede suponerse que se convertiría en el Batcave. Wayne mismo redescubrió las cuevas cuando era niño cuando se derrumbó en un pozo en ruinas en su finca, pero no consideró a la cueva como una base potencial de operaciones hasta que la redescubrió una vez más cuando regresó a Gotham para convertirse en Batman. Además de una base, el Batcave sirve como un lugar de privacidad y tranquilidad, al igual que la Fortaleza de la Soledad de Superman.
En versiones anteriores de la historia, Bruce Wayne descubrió la cueva cuando era adulto. En "The Origin of the Batcave", en Detective Comics # 205 (marzo de 1954), Batman le dice a Robin que no tenía idea de que existía la cueva cuando compró la casa en la que viven. Descubrió la cueva por accidente al probar el suelo de un viejo Granero en la parte trasera de la propiedad, y el piso cedió. Esta historia también estableció que un hombre de la frontera llamado Jeremy Coe usó la cueva como cuartel general 300 años antes. Bruce Wayne descubrió la cueva cuando era un adulto, al menos a través de Who's Who # 2 en 1985.
En su incursión inicial en la lucha contra el crimen, Wayne usó las cuevas como un lugar sagrado y para almacenar su equipo mínimo de entonces. A medida que pasaba el tiempo, Wayne encontró el lugar ideal para crear una fortaleza para su guerra contra el crimen, y ha incorporado una gran cantidad de equipos, así como la expansión de la cueva para usos específicos.

### Uso
La cueva es accesible de varias maneras. Se puede acceder a través de una puerta secreta en la Mansión Wayne, que casi siempre se muestra como en el estudio principal, a menudo detrás de un reloj de abuelo que abre la puerta secreta cuando las manos están colocadas en el momento en que fueron asesinados los padres de Bruce Wayne, 10:48 p. m.. En la década de 1960 Batman (Programa de televisión), la entrada de la cueva está detrás de una estantería que se abrió cuando Bruce Wayne activó un interruptor de control oculto en un busto de William Shakespeare; cuando se gira el interruptor secreto, la estantería se desliza hacia un lado, revelando los "Bat-Poles", que le permiten a Bruce Wayne y su pupilo Dick Grayson cambiarse con sus trajes de Batman y Robin en el camino mientras se deslizan hacia la cueva. Una entrada bajo la silla de Bruce Wayne en su oficina en Empresas Wayne, como se muestra en Batman Forever, se conecta a un túnel de millas de largo por el que Bruce viaja en una cápsula de transporte personal de alta velocidad. En Batman Begins y The Dark Knight Rises, se puede acceder a la cueva a través de una puerta secreta disfrazada como parte de una vitrina grande y se desbloquea presionando una secuencia de teclas en el piano de cola cercano.
Otra entrada secreta, cubierta por una cascada, un estanque, un holograma o una puerta camuflada, permite el acceso a una carretera de servicio para el Batimóvil. Otra entrada alternativa es el pozo seco donde Bruce descubrió originalmente el Batcave, especialmente durante la historia del cómic de Knightfall. En un momento dado, Tim Drake y Dick Grayson utilizan el pozo seco para ingresar a la cueva, donde Jean Paul Valle y los había cerrado durante su tiempo como Batman, y Bruce Wayne lo usó para infiltrarse en la cueva y enfrentar al loco Valle en la batalla final entre los dos hombres por el título de Batman. Atraído por el estrecho túnel, Valley se vio obligado a eliminar la enorme armadura de murciélago que había desarrollado, lo que le permitió a Wayne obligar a Vally a remitir su reclamo del título.
La ubicación de la cueva es conocida no solo por Batman, sino por varios de sus aliados. Además de la llamada "Familia Batman", los miembros de la Liga de la Justicia y los forasteros originales conocen la ubicación de la cueva. Esencialmente, cualquier persona que tenga conocimiento de la identidad secreta de Batman también conoce la ubicación del Batcave, de manera similar a cómo las personas que tienen conocimiento de la identidad de Robin tienen conocimiento de Batman; desafortunadamente, estos incluyen a villanos como Ra's al Ghul, que hace visitas ocasionales al Batcave para enfrentarse a su viejo enemigo, y a David Cain, quien se infiltró en la cueva durante la historia del cómic de Bruce Wayne: Fugitive cuando enmarcó a Bruce Wayne para asesinato. Durante Batman: Dark Victory, Two-Face, el Joker, el Sr. Freeze y Poison Ivy descubrieron el Batcave mientras huían por las alcantarillas para escapar de los ataques de los mafiosos sobrevivientes, pero se habían perdido y nunca pudieron volver a encontrar la cueva. siendo derrotado por Batman y Dick Grayson (en su debut "oficial" como Robin), Batman refleja que sellaría esa entrada para evitar que algo así vuelva a suceder. Cuando el poderoso Bedlam se apoderó del mundo y transfirió a todos los adultos a una Tierra duplicada, Robin intentó evaluar la situación desde Batcave con Superboy e Impulse, pero parece que evitó revelarles la ubicación exacta de la cueva, sugiriendo que accedió a A través de un pasaje externo o un teletransportador.

Aunque la Mansión Wayne fue recuperada y convertida en el nuevo Arkham Asylum después de los eventos de Batman Eternal, Batman mantiene la cueva original después de sellar la entrada a la Mansión Wayne, reflexionando que es una buena oportunidad para mantener a sus enemigos contenidos. Después de que la mansión fue devuelta a Bruce por Geri Powers. Alfred mantuvo la ubicación del Batcave, un seret de Bruce que había perdido la memoria de ser Batman en su última batalla con el Joker. Mientras se estaba renovando la mansión y todos los reclusos de Arkham fueron removidos, Bruce y Alfred, hasta entonces permanecieron en una Brownstone en Gotham. Incluso después de que Bruce pierde todos los recuerdos de su vida como Batman, la cueva todavía era utilizada por otros miembros de la familia Bat; Alfred llevó a Clark Kent a la cueva para explicar lo que le había sucedido a Bruce, y Dick Grayson y los varios Robins lo usaron como base de operaciones mientras se oponían a los esquemas de la despiadada "Madre" en Batman y Robin Eternal. Cuando el nuevo villano Sr. Bloom lanza un ataque masivo a Gotham, Alfred se ve obligado a permitir que Bruce entre en Batcave para acceder a un programa aparentemente ignorado diseñado para cargar los recuerdos de Bruce en una serie de clones de Batman para mantener su legado, Bruce superando la limitación del proyecto original de no poder cargar los recuerdos en un cuerpo nuevo haciendo que Alfred lo lleve al punto de la muerte cerebral y luego descargue los datos en su cerebro vacío.

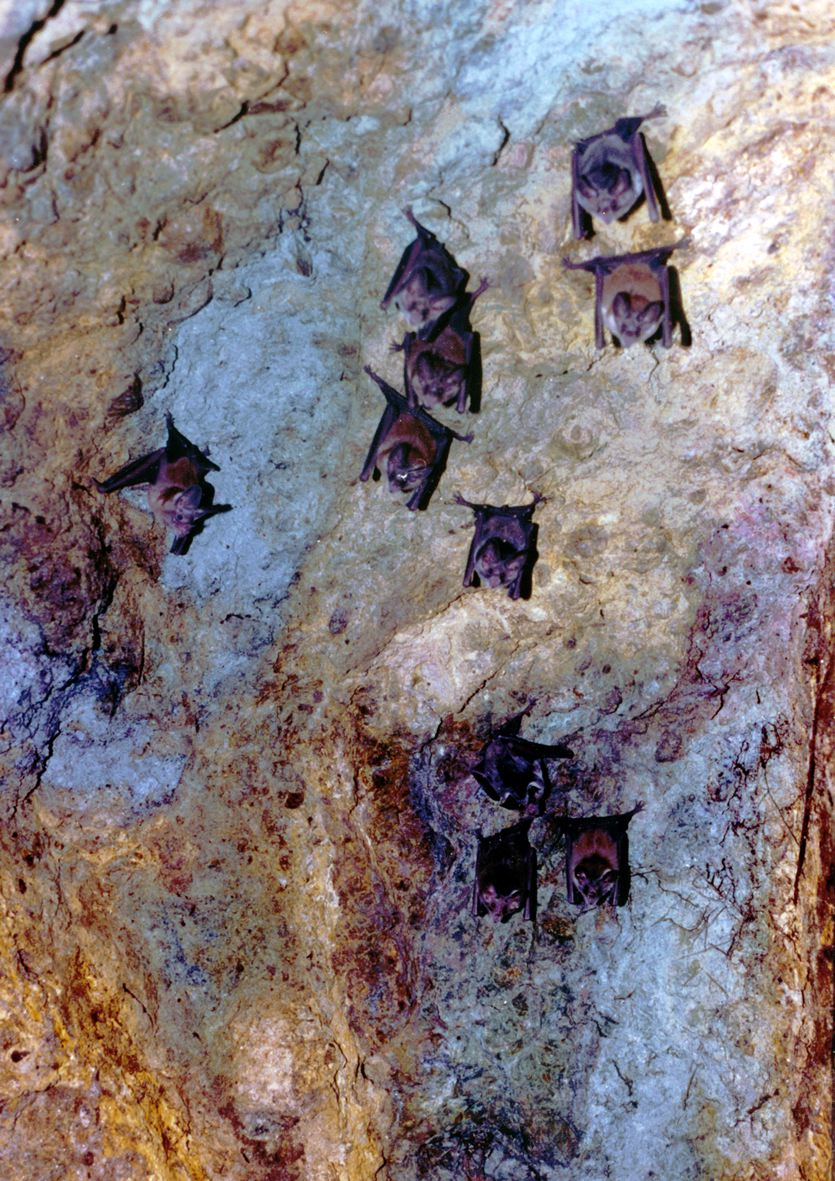
Muerciélagos de la Cueva de La Mina, El Pomier

### Diseño
La Batcueva es la sede secreta y el centro de mando de Batman, donde supervisa todos los puntos de crisis en Gotham City y el resto del mundo.
La pieza central de la cueva es una super-computadora cuyas especificaciones están a la par con cualquiera de las utilizadas por las principales agencias de seguridad nacional; permite la vigilancia global y también se conecta a una red de información masiva, así como al almacenamiento de grandes cantidades de información, tanto de los enemigos de Batman como de sus aliados. Una serie de enlaces por satélite permite un fácil acceso a la red de información de Batman en cualquier parte del mundo. Los sistemas están protegidos contra el acceso no autorizado, y cualquier intento de violar su seguridad envía inmediatamente una alerta a Batman u Oracle. A pesar del poder de las computadoras de Batman, se sabe que la Justice League Watchtower tiene computadoras más poderosas (compuestas de kryptonianos, taagagianos y tecnología marciana), y Batman los usa ocasionalmente si siente que sus computadoras no están a la altura de la tarea; en ocasiones también consulta a Oracle para obtener ayuda.
Además, la cueva cuenta con instalaciones de vanguardia, como un laboratorio de delitos, varios laboratorios especializados, talleres mecanizados, gimnasio personal, estacionamiento, espacio de atraque y hangar (según corresponda) para sus diversos vehículos, así como salidas separadas para cada tipo, recuerdos de campañas pasadas, una vasta biblioteca, una gran colonia de murciélagos y un teletransportador de la Liga de la Justicia. También cuenta con instalaciones médicas, así como diversas áreas utilizadas en ejercicios de entrenamiento para Batman y sus aliados.
La cueva alberga la amplia gama de vehículos especializados de Batman, siendo el famoso Batmobile en todas sus encarnaciones (principalmente por nostalgia, pero también por contingencias, ya que todos son utilizables y están en excelentes condiciones de funcionamiento). Otros vehículos dentro del complejo incluyen varias motocicletas, aviones y motos acuáticas como El Bat-Wing, un jet supersónico para un solo ocupante y el Submarino Rocket (que debutó en Detective Comics # 667).
La cueva a veces se describe como impulsada por un reactor nuclear, pero más a menudo por un generador hidroeléctrico hecho posible por un río subterráneo.
Durante la historia de Cataclysm, la cueva sufrió graves daños en un terremoto (Bruce Wayne, naturalmente, incapaz de fortificar a la Mansión Wayne contra tal evento a pesar de sus precauciones con el resto de su propiedad para preservar los secretos de Batman) con la familia Bat reubicando la mayoría de los trofeos y equipos en la cueva para el almacenamiento fuera del sitio para ocultar la identidad de Batman. Durante la reconstrucción posterior, la nueva Mansión Wayne incorpora salvaguardas adicionales contra futuros terremotos e incluso una posible catástrofe nuclear, equipando la cueva como un refugio virtual contra bombas o una sala de pánico mejorada. El terremoto de la ciudad rediseñó las cavernas de Batcave, con ocho nuevos niveles que ahora conforman el refugio secreto de Batman: laboratorio de alta tecnología, biblioteca, áreas de capacitación, áreas de almacenamiento y accesos de vehículos. También incluye una plataforma informática "isla" (construida en el lugar donde una vez estuvo la plataforma giratoria hidráulica de los Batmobiles) con siete mainframas Cray T932 vinculadas y un proyector de hologramas de última generación. También hay una selección de mapas de vidrio retráctiles dentro de la plataforma informática. Los blindajes de Kevlar están preparados para proteger los sistemas informáticos de la cueva de la actividad sísmica. Con las diversas instalaciones de la cueva diseminadas entre estalactitas y estalagmitas de piedra caliza, Batman construyó puentes retráctiles de múltiples pasarelas, escaleras, ascensores y postes para acceder a sus instalaciones.
Hay una bóveda de contención únicamente para el anillo de Kryptonita de Lex Luthor. Sin embargo, más tarde se reveló que Batman construyó otra instalación de contención dentro de la cueva para una colección de diversas formas de Kryptonita.
Lo que supuestamente es el último Lazarus Pit del mundo fue construido dentro de la cueva, aunque esto ha sido contradicho por los eventos en las páginas de Batgirl y la miniserie de Black Adam.

### Medidas de seguridad
La Batcave está equipada con el sistema de seguridad más sofisticado del mundo para evitar toda medida de infiltración. Las medidas de seguridad incluyen sensores de movimiento, alarmas silenciosas, puertas mecánicas de acero y plomo que podrían bloquear a una persona dentro o fuera, y un modo de seguridad que está diseñado específicamente para detener, si no eliminar, a todos los miembros de la Liga de la Justicia en caso de que alguno de ellos se vuelva deshonesto. 
Después de la 'muerte' de Bruce Wayne durante la Crisis final, Dos-Caras logró infiltrarse en la cueva con la ayuda de un psíquico que analizaba un batarang para 'sentir' dónde se había forjado y luego contrataba a Warp para teletransportarlo a él, algo que Dos-Caras nunca había podido hacer antes, ya que Batman usó varios hechizos y equipos para proteger la cueva que sus aliados nunca conocieron o habían descontinuado porque ya no usaban la cueva ellos mismos después de la muerte de Bruce. A pesar de que Dos-Caras irrumpió con éxito en la cueva, Dick Grayson, actuando como el nuevo Batman, es capaz de convencer a Dent de que él es el mismo hombre y acaba de adoptar nuevos métodos, preservando los secretos de Batman mientras Dent queda inconsciente antes de que pueda encontrar al ubicación de la cueva.

### Decoración
Hay varios artículos que aparecen de manera recurrente decorando la batcueva:
- Un tiranosaurio rex mecánico de tamaño real, ahora inservible.
- Una moneda de un centavo de Estados Unidos de tamaño gigante.
- Una carta de baraja del Joker.

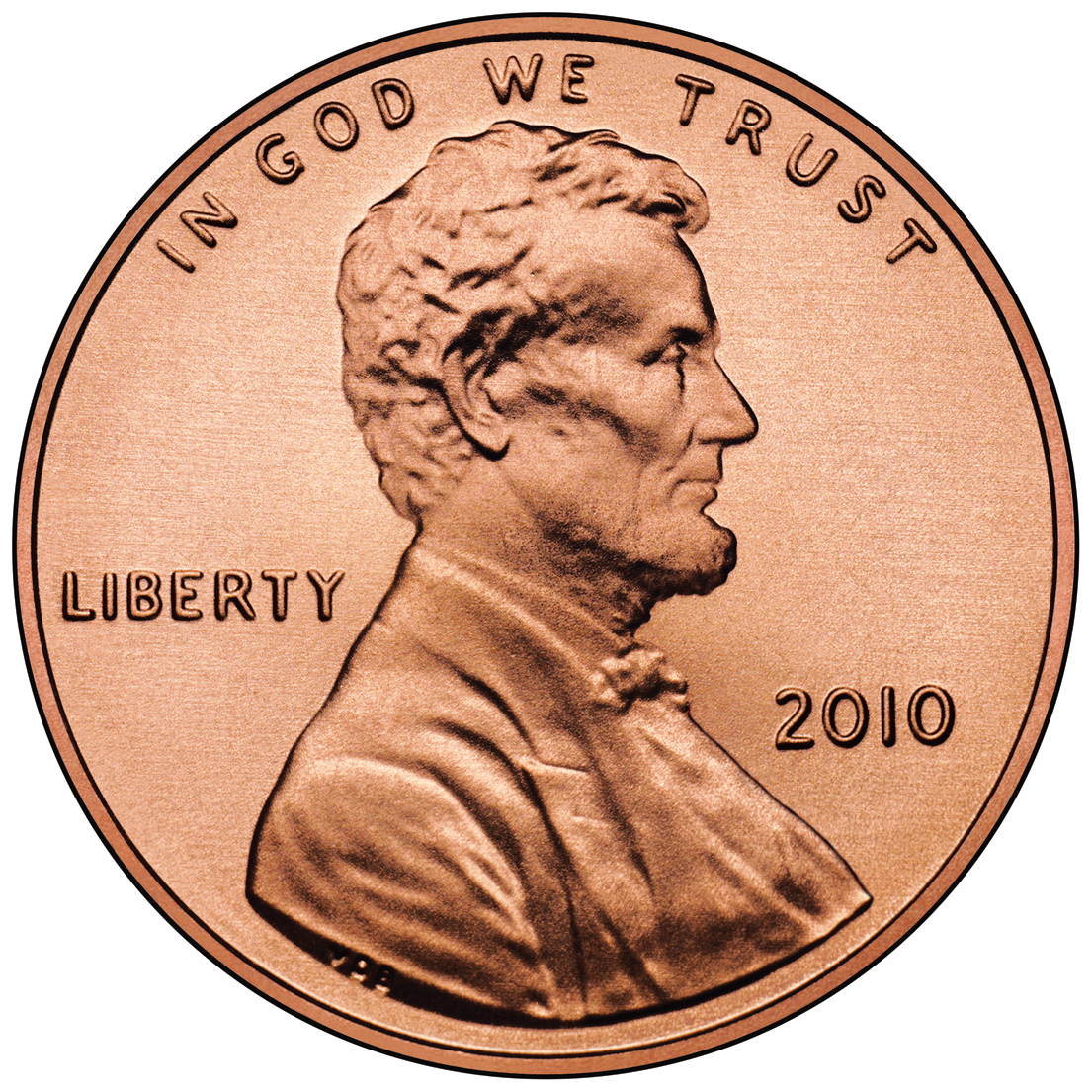
Un centavo gigante es otro de los clásicos trofeos de la cueva.

Los orígenes de estos trofeos se explican en "Batman Nº 256": el dinosaurio proviene de una aventura en la Isla de los Dinosaurios. El centavo es un trofeo de un encuentro que tuvo Batman con un villano obsesionado con esas monedas, llamado "The Penny Plunderer" (esta historia se narra en "World's Finest Comics N°30", que data de 1947). Otros objetos incluyen la moneda original de Dos Caras, la espada de Deathstroke, bolos gigantes y otros.
En "Batman: La Serie Animada", se hace referencia a este trofeo narrando que la moneda gigante fue usada por Dos Caras en un intento por escoger la forma de matar a Batman, según la cara en que caiga la moneda. Batman se las ingenia para liberarse rompiendo las cuerdas que lo ataban. Dos Caras relata esta historia a otros villanos y les comenta que de alguna manera, Batman consiguió quedarse con la moneda gigante.
En "Las nuevas aventuras de Batman", Batman y Batgirl son obligados a pelear contra un tiranosaurio rex mecánico gigante. En la Batcueva también se encuentra una vitrina de vidrio del traje que Jason Todd le diseñó a Robin a manera de homenaje al Joven Maravilla, con el epitafio "un buen soldado". El traje de Batgirl también permanece en exhibición.
En la serie The Batman se muestra que Batman se quedó con el centavo gigante después de pelear con El Ventrílocuo, debido a que Wesker quería robar un museo de objetos gigantes, en el cual se encontraba el centavo.

### Casas seguras "Batcave"
Los Outsiders estuvieron, por un tiempo, basados en una Batcueva en Los Ángeles. Cuando Jean Paul Valley asumió el papel de Batman, Tim Drake establece su propia casa segura usando un granero abandonado cerca de la Mansión Wayne y su propia casa. Después del ataque de Bane durante el arco de la historia de Knightfall, Bruce Wayne juró que nunca más lo tomarían desprevenido para defender Gotham City. Cuando Dick Grayson asumió el papel de Batman durante la historia de Prodigal, Bruce estableció Batcaves satélites (la mayoría de las cuales no eran cuevas en el sentido literal de la original) en toda la ciudad en áreas de su propiedad, su empresa, desconocidas o abandonadas por la ciudad, en caso de que necesitara un lugar para esconderse y / o reabastecerse, que fueron fundamentales durante la historia de No Man's Land. Una de esas Batcueva se le dio a Batgirl, debajo de una casa propiedad del propio Bruce Wayne, durante un punto en el que su identidad se vio comprometida después de que salvó a un hombre de agentes del gobierno deshonestos, lo que significa que no podía caminar sin una máscara.
- Bat Bunker: debajo del edificio de la Fundación Wayne, hay un búnker secreto. A partir de Batman # 687, Dick Grayson ha comenzado a usar esto como su "Batcueva", afirmando que desea encarnar el papel de Batman de una manera que sea específica para él, así como acercarse a la acción en la ciudad. El búnker está tan bien equipado como la Batcueva original, incluido el vehículo Subway Rocket (que es el medio de transporte favorito de Grayson durante la historia de Prodigal) estacionado debajo del búnker a pesar de que él usa un Batimóvil volador.

Las otras Batcuevas satélites introducidas durante No Man's Land fueron:
- Batcueva Central: Ubicada a quince metros por debajo del fondo del embalse de Robinson Park, se puede acceder a ella a través de una entrada secreta al pie de una de las estatuas de los Doce Caesars en el norte del parque. Esta casa de seguridad fue puesta fuera de servicio por Hiedra Venenosa, sus "Feraks" y Clayface.[9]
- Batcueva Sur: Una sala de calderas de un astillero de envío abandonado en los muelles frente a la isla de París. Se puede acceder a esta casa de seguridad a través de una serie de pozos de registro falsos plantados a lo largo de las calles de Old Gotham.[9]
- Batcueva Sur-Central: Ubicada en la estación de metro del prototipo Old Gotham, un tramo de cuatro cuadras de vía sellada en 1896 y olvidada.[9]
- Batcueva Noroeste: Esta casa de seguridad está ubicada en el subsótano de Arkham Asylum. Batman lo abasteció en secreto con raciones de emergencia, vehículos todo terreno y equipos de comunicación a batería.[9]
- Batcueva Este: Una refinería de petróleo abandonada propiedad de Empresas Wayne. Cayó en desuso durante una crisis de la gasolina cuando la empresa trasladó todas sus propiedades al exterior hace décadas.[9]
- Batcave Submarina: Introducido en el arco de la historia de Fugitive de 2002, esta vez en la forma de un submarino abandonado atracado en los puertos de la ciudad, que Batman usó como residencia de tiempo completo cuando decidió abandonar su vida como Bruce Wayne cuando se le incriminó por el asesinato de Vesper Fairchild.

En los años 40 y hasta los 70, Oliver Queen, el arquero conocido como Flecha Verde, copió algo del equipo de Batman, teniendo un "Flecha-jet", "Flecha-móvil" y "Flecha-cueva" aunque después de perder su fortuna a principios de los años 70, había abandonado ya esas ideas.
En el juego Batman: Arkham Asylum se da a conocer que Batman creó una batcueva en una cueva secreta en la penitenciaria de Arkham, a través de los años fue llevando secretamente suministros y fue equipando la batcueva al grado que la llegó a llamar su segundo hogar.
La superheroína Ms. Americana creada por Mr. X guarda y saca su Americana Mobile de la llamada Americana cave. Dicho lugar dispone de varios puestos con múltiples pantallas de presentación además de una mesa con mapa digital.

## En otros medios

### Película

#### Series
El Batcave se convirtió en parte de los mitos de Batman en la película de 15 capítulos en serie de 1943, Batman, protagonizada por Lewis Wilson. En esta versión, como más adelante en los cómics, era una pequeña cueva con un escritorio y paredes de roca iluminadas por velas. Detrás del escritorio hay un gran símbolo de murciélago negro. La cueva está conectada a un laboratorio de crimen. Los murciélagos se representaban como volando alrededor de la cueva, aunque solo sus sombras eran visibles. Batman usa estos murciélagos como una táctica de miedo para hacer que un enemigo atrapado revele información. Para evitar que el enemigo se escape, una puerta de hierro cubre la salida.
Batcave también se presentó y se expandió en la serie de Batman y Robin de 1949 protagonizada por Robert Lowery. En esta serie, hay archivadores y la cueva ahora tiene un laboratorio de crimen incorporado. La cueva también contiene la primera encarnación de un batphone.
En ambas series, se accede a la cueva caminando a través de un reloj de abuelo.

#### Batman (Serie de TV)
La serie de televisión de acción en vivo de Batman presentó al Batcave ampliamente, y lo presentó como una caverna grande pero bien iluminada que contiene un generador de energía atómica, un laboratorio de química, computadoras con tarjetas perforadas y otros dispositivos electrónicos para combatir el crimen, casi siempre de manera prominente etiquetados con su función. En esta encarnación, sirvió principalmente como laboratorio de crimen y garaje para el Batimóvil. Quizás el aspecto más famoso de este Batcave es que se accede desde Wayne Manor a través de dos Bat-Poles (uno marcado como BRUCE y el otro marcado DICK), que se ocultan detrás de una estantería que se puede abrir girando un interruptor oculto dentro de un busto. de shakespeare. Cuando Bruce y Dick se deslizan por estos postes de murciélago, se les equipan al instante con sus trajes antes de llegar a las plataformas de aterrizaje en la parte inferior. Se desconoce cómo se ponen sus trajes tan rápidamente. Los Bat-Poles también pueden usarse para levantar a Bruce y Dick desde Batcave hasta la Mansión Wayne mediante el uso de plataformas de aterrizaje propulsadas por chorro de vapor. También se puede acceder al Batcave a través de un elevador de servicio que usa Alfred.
La cueva real de la que se muestra el Batimóvil emergiendo (y algunas veces entrando) en el programa de televisión se encuentra en el lugar de filmación hecho por el hombre conocido como las " Cuevas de Bronson ", en Griffith Park, debajo del letrero de Hollywood.

#### Películas de Tim Burton/Joel Schumacher

##### Batman (película de 1989)
La cueva está presente en el largometraje Batman de Tim Burton en 1989. Se muestra que la cueva aloja el Batimóvil, que está estacionado en una plataforma similar a una plataforma giratoria en el borde de un gran abismo lleno de tuberías. El Batmoblie entra en la cueva desde un acantilado / puerta de roca. Un enorme interruptor enciende las luces en la cueva. También hay murciélagos que vagan por la cueva. La cueva también cuenta con el Batcomputer, que está en una plataforma de metal. También hay una estación de trabajo tipo oficina, alguna maquinaria no especificada y una gran bóveda para el disfraz de Batman.

##### Batman Returns
La cueva se ve una vez más en Batman Returns, y Bruce accede a ella a través de un tubo / elevador como el pasaje de la Mansión Wayne, cuya entrada se oculta en una doncella de hierro, y se activa al accionar un pequeño interruptor oculto en una pequeña Réplica de la Mansión Wayne en el fondo de una pecera. Alfred también confirma, en un comentario desechable, que hay una escalera a la cueva. La cueva era enorme y bien iluminada y contaba con un laboratorio forense, una computadora, máquinas no especificadas, un armario para los disfraces, el Batimóvil y sus herramientas de reparación.

##### Batman Forever
En esta película, se accede al Batcave a través de un estante giratorio que conduce a una escalera en el armario plateado de la Mansión Wayne, la única habitación de la mansión que se mantiene cerrada. También se puede llegar a la cueva a través de un sistema de túnel secreto desde la oficina de Bruce Wayne en Empresas Wayne, a través del cual desciende en una cápsula. La cápsula tiene un dispositivo de comunicación que Bruce usaba para comunicarse con Alfred. La cueva cuenta con la computadora principal, así como un laboratorio de delitos (la mayoría de la maquinaria no está especificada), así como un canal, que proporciona acceso al mar para el Batboat. La cueva también incluye un largo túnel utilizado para lanzar el Batwing, que emerge de los acantilados debajo de la Mansión Wayne. La cueva presenta un plato giratorio giratorio que se levanta del piso, sosteniendo el Batimóvil, y una gran estructura en forma de cúpula donde se guardan los trajes y accesorios de Bruce.
Durante una invasión de la Mansión Wayne por Riddler y Two Face, Riddler destruye el Batcomputer, el laboratorio del crimen, todos los Batsuit, excepto el prototipo, y el Batmobile. En las escenas eliminadas, el Batcave tiene una sección secreta de que Bruce cayó de niño durante el funeral de sus padres. Después de ser destruido el Batcave, Bruce y Alfred llegan a ese lugar donde Bruce volvió a su lugar donde encontró el diario de su padre y se enfrentó a su mayor temor; el murciélago gigante.

##### Batman y Robin
En Batman y Robin, esta encarnación de la cueva presenta una multitud de luces parpadeantes, principalmente en neón. En general, este Batcave es similar al de Batman Forever, solo que su decoración es más chillona. Una cápsula que contiene la motocicleta Robin de Redbird se levanta del piso, y un largo túnel forrado con luces de neón sale de la cueva. El tocadiscos que sostiene el Batimóvil vuelve, pero de una manera más elaborada. La cueva presenta el área utilizada para guardar el traje de Batman y un lugar para guardar los de Robin.

#### Trilogía de The Dark Knight

##### Batman Begins
En Batman Begins, la cueva aún está sin amueblar, y lo único que hay dentro es un pequeño taller y un espacio de almacenamiento para el traje de baño y sus accesorios, un área médica y el Batimóvil. La entrada y salida de Batmobile están en un acantilado, detrás de una cascada. Alfred le revela a Bruce que durante la Guerra Civil, los Waynes utilizaron el vasto sistema de cavernas como parte del ferrocarril subterráneo: luego de descender por un pozo (que Bruce cayó en su infancia) para entrar en la cueva, descubren un ascensor mecánico oculto de la época de la Guerra Civil que aún funciona y conduce a una entrada oculta en la mansión, que luego utilizan como principal medio de entrada a la cueva. Se accede al ascensor tocando tres teclas en un piano. Cerca del final de la película, cuando Bruce habla con Alfred sobre la reconstrucción de la sección principal incendiada de la Mansión Wayne, Alfred sugiere que "mejoren la base", lo que puede significar mejorar y amueblar la cueva mientras reconstruyen la mansión.

##### The Dark Knight
Como la Mansión Wayne todavía está en construcción en The Dark Knight. La base de operaciones de Batman se ha reubicado en un gran búnker debajo de un patio de embarque. Un punto de acceso mostrado es a través de un contenedor de envío que alberga un elevador hidráulico secreto. El "Bat-bunker" también contiene una jaula de malla de alambre para el Batsuit, junto con las armas y herramientas asociadas, la caja de herramientas y el equipo de repuesto para el Batmobile. En contraste con el Batcave, la gran sala de forma rectangular está iluminada por bancos de luces fluorescentes. Las áreas de almacenamiento para el equipo están ubicadas tanto debajo del suelo como dentro de las paredes, lo que le da a la habitación un aspecto muy vacío, con la excepción de un gran banco de monitores para un sistema informático bien desarrollado. Además, la sala está equipada con hornos que Alfred usa para quemar documentos después de que Bruce decide entregarse.

##### The Dark Knight Rises
El Batcave reaparece en The Dark Knight Rises en pleno funcionamiento. Para acceder a la cueva, de manera similar a Batman Begins, al tocar tres teclas del piano se descubrirá un ascensor de construcción moderna que lleva al pasajero directamente a la cueva. La adición más reciente a la cueva es " The Bat", un avión tanque volador construido por la División de Ciencias Aplicadas de Empresas Wayne y un Batcomputer, así como numerosas plataformas de aterrizaje y un estuche de seguridad que contiene el Batsuit. Las características adicionales incluyen que los puentes utilizados para obtener acceso a diferentes secciones se pueden sumergir, así como las plataformas como una forma de medidas de seguridad en caso de que alguien obtenga acceso no autorizado a la cueva. Mientras está sumergido, el único objeto visible es una terminal de Batcomputer a la que solo se puede acceder mediante las huellas dactilares de Bruce o Alfred y un código de acceso. La cueva de El Caballero Oscuro también aparece, que contiene armas, suministros y un Batitraje de respaldo. Después de que Bruce Wayne se declara legalmente muerto, su voluntad se modifica para que John Blake hereda las coordenadas del GPS que lo llevan al Batcave.

#### DC Extended Universe

##### Batman v Superman: Dawn of Justice
En esta versión de Batman v Superman: Dawn of Justice, el Batcave no está ubicado directamente debajo de la Mansión Wayne, sino que originalmente estaba en el bosque en las afueras de la mansión, con Bruce descubriendo la cueva cuando cayó en ellos después de escapar durante el funeral de sus padres. Después de que la Mansión Wayne fue destruido en un incendio no especificado, Bruce y Alfred se mudaron a una casa de vidrio construida sobre el Batcave, que consiste principalmente en un largo pasaje de acceso que conduce a un lago cercano y se puede usar para el Batimóvil o (probablemente) el Avioneta de ganar acceso. El ascensor que conduce a la casa también incluye una cámara con un viejo traje de Robin, aparentemente un memorial, mientras que un nivel superior incluye el Batcomputer y un taller donde Bruce y Alfred pueden trabajar en varias armas de Batman, incluido el sintetizador usado para distorsionar su voz. El traje regular y la armadura que usa para pelear contra Superman.

##### Liga de la Justicia
En Liga de la Justicia, después de la muerte de Superman, Bruce continúa operando fuera del Batcave, lo que se revela también incluye un gran hangar en el que ha estado trabajando en un transporte secreto de tropas para el equipo que planeaba crear después de la muerte de Superman. Mientras trabaja en el transporte, Diana lo visita y observa que la seguridad de la cueva le costó millones de dólares. Una vez que el equipo de sí mismo, Diana, Barry Allen, Victor Stone y Arthur Curry se unieron por primera vez para enfrentar al poderoso Steppenwolf, Bruce los lleva al Batcave para planificar su próximo movimiento, con un emocionado Barry Allen corriendo por toda la Cueva en segundos a su llegada.

#### The Batman
Una nueva versión de la Baticueva aparece en The Batman. La Baticueva es una antigua estación de tren de Wayne Terminus en su sede oculta, a la que se accede a través de una serie de túneles secretos debajo de la Torre Wayne.

#### The Lego Batman Movie
Batcave aparece en The Lego Batman Movie, esta versión de Batcave es más grande, ya que contiene muchas, muchas versiones de Batmobile, vehículos con murciélagos y batsuits.
Está controlado por Batman sensible, HAL-9000 -como, Batcomputer (voz de Siri), apodado 'Puter, que, como se entra Batman la Baticueva través de un camino secreto sobre la isla Wayne, le pide la contraseña, que es "Iron Man apesta".

### Televisión

#### Apariciones
The Bat-Cave se vio por primera vez en animación en varios episodios de The Batman / Superman Hour, Super amigos y Las nuevas aventuras de Batman. En estos dibujos animados, el Batcomputer está presente como de costumbre. La voz de Batcomputer fue interpretada por Lou Scheimer en The New Adventures of Batman.

#### Universo animado DC
The Bat-Cave se vio por primera en el universo animado DC.

##### Batman: The Animated Series
En el episodio de Batman: The Animated Series "Beware the Grey Ghost", se revela que Batcave es una réplica exacta de la guarida utilizada por Grey Ghost, un personaje de ficción dentro de la ficción e ídolo de Bruce Wayne. También hay una exhibición de una colección de la mercancía de Gray Ghost que Bruce Wayne ha recolectado desde la infancia. El Batcave se introduce en esta serie como una gran caverna subterránea. Se ve a los murciélagos volando libremente en la cueva, con grandes plataformas elevadas naturalmente sobre las cuales su compañero Robin practica su equilibrio. Batman a menudo utiliza el Batcomputer, una tecnología impresionante durante el tiempo en que se produjo la serie (desde principios hasta mediados de la década de 1990), para investigar información sobre villanos, desde un antídoto hasta la hiedra venenosa.La planta de veneno a artículos periodísticos sobre el origen de Killer Croc. Los numerosos vehículos de Batman que combaten el crimen se ven estacionados en un compartimiento adyacente al Batcave, con un garaje subterráneo no tan secreto adyacente que almacena la gigantesca colección de autos antiguos y lujosos de Bruce Wayne.
En el episodio " Almost Got 'Im ", Two-Face usa un centavo gigante en un intento de aplastar a Batman o matarlo por el impacto, según el lado en el que haya caído la moneda gigante. Batman logró liberarse de la moneda cortando las cuerdas. Mientras contaba la historia de esto a otros villanos de Batman, Two-Face comentó que Batman tenía que quedarse con la moneda gigante. Se ve más adelante en la serie (y sus spin-offs), en el Batcave.
Varias entradas a la cueva se ven a lo largo de la serie. En los primeros episodios, se ve a Batman usando un ascensor al que se accede a través de una puerta secreta oculta detrás de un librero. En episodios posteriores, se le ve usando la clásica entrada de reloj de abuelo de los cómics. En ciertos episodios, la entrada del reloj se abre estableciendo las manecillas del reloj la hora en que fueron asesinados los padres de Bruce (similar a ciertas historias de cómics), mientras que en The New Batman Adventures, Batman Beyond y Justice League, se tira del péndulo desde detrás de la cara del reloj para desbloquear la entrada.

##### Las nuevas aventuras de Batman
En el episodio de 1998 " Mean Seasons " de The New Batman Adventures, Batman y Batgirl se ven obligados a luchar contra un gigante mecánico T-Rex. El cómic vinculado a la Liga de la Justicia Batman - Batman Adventures # 12 - presenta un corto llamado "The Hidden Display" que cuenta cómo un joven Dick Grayson persuade a Batman para que mantenga un robot T-Rex al principio de su carrera, que finalmente lleva A la Sala de Trofeos de la Cueva. Cualquiera de estos cuentos podría ser cómo el animado Batman obtuvo el dinosaurio. Una amplia área de entrenamiento permite a Barbara Gordon tomar robots como parte de su entrenamiento.

##### Batman Beyond
Este futuro Batcave de Batman Beyond de las réplicas de los enemigos de Batman (como maniquíes de cera y entrenadores de combate de robots), y una vitrina con las múltiples permutaciones de los trajes de Robin, Batgirl, Nightwing y Batman. Otros artículos que se ha demostrado que están en la Cueva incluyen el Freeze Gun y el casco de Mr. Freeze, el títere Scarface, un "santuario" del héroe televisivo de Bruce Wayne, el Gray Ghost, y los trajes de Harley Quinn, Penguin, Riddler, Mad Hatter, Firefly y Catwoman.
La cueva en sí misma a lo largo de la serie también proyectó un tono de púrpura en la persona o personas mientras estaba en la cueva, haciendo que pareciera como si el traje negro de Bruce fuera púrpura y el símbolo del murciélago de Terry compuesto de púrpura y rojo. Durante la serie, Bruce generalmente permaneció en Batcave para coordinar los esfuerzos de Terry sobre el enlace de video de la demanda, brindándole información y / o ofreciéndole consejos, aunque entraría en el campo si la situación lo requería desesperadamente.
También contiene el Batmobile y el Batcomputer originales en el piloto de dos partes, sin embargo, en los episodios subsiguientes, fueron eliminados y reemplazados por un nuevo Batmobile que Terry usa en toda la serie y el largometraje. Cómo Bruce pudo reacondicionar y actualizar el Batcomputer y todos los otros sistemas tan rápidamente nunca se explica.
Durante su debut, Inque logró infiltrarse en el Batcave al aferrarse al Batmóvil y 'montarlo' de regreso a la cueva, pero Bruce estaba seguro de que nunca más podría encontrar la cueva, ya que era una noche oscura y Terry también conduce. Rápido para que Inque tenga alguna esperanza de retraer sus pasos. El magnate de las comunicaciones, Robert Vance, una vez logró infiltrarse esencialmente en la cueva transfiriendo su mente al traje de bata, pero rápidamente partió para perseguir su propia agenda y fue eliminado de la demanda en la lucha posterior. El reportero de chismes Ian Peek también pudo acceder a la cueva utilizando tecnología robada que le permitió pasar a través de la materia sólida, pero su descubrimiento resultó irrelevante cuando el uso excesivo de la tecnología hizo que se volviera intangible permanentemente y cayera en la Tierra". Antes de poder compartir esa información con cualquier otra persona. En Batman Beyond: Return of the Joker, el Joker renacido, reveló en el transcurso de la película que era esencialmente un "clon" del villano fallecido, su ADN y su personalidad codificados en un microchip en la parte posterior del cuello de Tim Drake que puede hacerse cargo su cuerpo se rompe en la cueva y casi envenena a Bruce con el letal gas de la risa de Joker, pero su ataque proporciona una pista que ayuda a Terry a determinar la verdadera naturaleza del payaso devuelto, y toda la evidencia sugiere que no compartió su conocimiento de la verdadera identidad de Batman incluso con su nueva pandilla.

##### Justice League
En la serie animada de la Liga de la Justicia, los miembros de la Liga buscan refugio en Batcave durante la invasión de Thanagarian. Más tarde, también se enfrentan a Hawkgirl en la cueva, y usan el Batcomputer para seguir sus movimientos. Cuando el Batcave es asediado por los Thanagarianos, uno intenta usar el Freeze's Freeze Gun en Superman; Superman repele el ataque con una ráfaga de viento, congelando al soldado. Flash también le da un golpe al infame centavo gigante sobre algunos de los tántaros atacantes ("¡Tails! ¡Gano!"). En una escena cómica, también señala el T-Rex, que dice "¡Es un dinosaurio gigante!", En el que Alfred dice "Y pensé que Batman era el detective". Se supone que la Liga usó la cueva como cuartel general hasta que se construya la nueva Atalaya, ya que deciden el destino de Hawkgirl en la Mansión Wayne después de la invasión.

#### The Batman
The Batman, la serie animada que debutó en 2004, presenta un Batcave mucho más moderno, con grandes pantallas de computadora y luces azules parpadeantes. Entre estas pantallas se encuentran las señales de advertencia "Bat-Wave", una forma alternativa de llamar al Caped Crusader antes de que Bat-Signal entre en servicio. Bruce Wayne se ve principalmente sin su Batsuit o con su capucha quitada mientras está en la cueva, a diferencia de la serie animada anterior. Como un retroceso al viejo Adam West. En el programa de televisión, la cueva ha surtido varios 'Bat-poles' para Batman y Robin que les permitieron pasar de un nivel a otro de una manera más rápida. A diferencia de la serie anterior, no permite cambios instantáneos de vestuario. El sistema de ascensores también se presenta bastante. Una sala de trofeos similar, esta vez que guarda recuerdos vistos en episodios anteriores como el reloj de arena gigante de The Riddler y la trampa de naipes gigante de The Joker, aparece en la serie. La serie también muestra que fue Alfred Pennyworth quien inició el museo, con la esperanza de que fuera útil que la ciudad de Gotham aceptara por completo a Batman, algo así como el Flash Museum.
La cueva también fue la ubicación del final climático de la temporada 3, "El último cerebro criminal de Gotham", en el que el malvado robot DAVE intenta matar a Alfred usando una serie de trofeos obtenidos por el Batman, colocando al Caballero Oscuro en una posición donde tenía que elige entre revelar su identidad secreta a toda la ciudad de Gotham o permitir que Alfred sea asesinado por la trampa. Sin embargo, incluso el Batcave no es impermeable al daño. En un episodio, un mapache suelto provoca un cortocircuito y el consiguiente apagón de la electricidad en la cueva. En la película de video directo The Batman vs. Dracula, se dice que la cueva de Batman es, de hecho, parte de una serie de Catacumbas.bajo la ciudad de Gotham, que Batman usa para atraer a Drácula a la cueva y posteriormente matarlo con el nuevo generador solar. En el episodio "Joker's Express", se revela que Batcave también está conectada a algunas minas antiguas debajo de la ciudad cuando Gotham era una próspera ciudad minera del carbón a fines del siglo XIX.
En el episodio de la temporada 4 "Artefactos", los arqueólogos del futuro desenterraron el Batcave. Sus soportes de titanio están impresos con código binario, ya que la información de la computadora no sobrevivirá tanto tiempo. Los arqueólogos teorizan que Thomas Wayne era Batman y que Bruce Wayne era Robin. En otro segmento del episodio, ambientado en 2027, se muestra a Barbara Gordon (como el Oráculo) en el Batcomputer en el Batcave. Su silla de ruedas también está descubierta en la cueva por los arqueólogos, quienes creen que fue Alfred quien la usó.
A diferencia de muchas encarnaciones anteriores de Batcave que muestran solo una salida / entrada, el Batimóvil y otros vehículos salen de la cueva a través de una variedad de callejones sin salida ocultos y sitios de construcción disfrazados diseminados por la ciudad de Gotham. Batman también estableció una serie de Batcaves satélites en todo el país en el show. Batcave South-Central debutó en el episodio " Strange New World ". En " The Joining, Part One ", se revela que Lucius Fox ayudó a Batman en la construcción del Batcave y a todas las otras casas de seguridad secretas del Caballero Oscuro en todo Gotham. Otro satélite Batcave debutó en el episodio " The Batman / Superman Story, Part One", bajo Wayne Industries, que sirvió como su nuevo laboratorio de tecnología. En el episodio," The End of The Batman ", el malvado equipo anti-Batman y Robin, conocido como The Wrath y su compañero, Scorn, irrumpe en Batcave, y intento de matar a Batman y Robin, causando grandes daños en el proceso. En el momento del final de dos partes que involucra a todos los miembros de la Liga de la Justicia, la cueva se ha reparado por completo.

#### Batman: The Brave and the Bold
En Batman: The Brave and the Bold, el Batcave hace su primera aparición en el episodio "Deep Cover for Batman", cuando Owlman ataca a Batman en su interior. En el siguiente episodio, "Game Over for Owlman", Batman lleva al Joker, que en ese momento estaba asociado con él, a la cueva (el Joker se roció accidentalmente con gas ciego antes y después de estar en Batcave, por lo que no pudo posiblemente no sepa dónde está la ubicación de la cueva). Algunos de los trofeos que se exhiben incluyen una almeja gigante y una silla eléctrica de gran tamaño con máquinas tragamonedas, trampas de la muerte usadas anteriormente por el Joker, en referencia al programa de televisión de la década de 1960. La entrada a este Batcave se puede ver brevemente en The Brave and the Boldepisodio "El color de la venganza". Parece ser muy similar a la serie de Batman TV Batcave. En The Siege of Starro Part 1, Faceless Hunter ataca a Batman en Batcave. En el episodio "Darkseid Descending", un Batcave de reserva (muy similar al "Bat-Bunker" en The Dark Knight ) se encuentra dentro del Lincoln Memorial.
En "Menace of the Conquer Caveman" Booster Gold menciona que el Batcave se convertirá en una atracción histórica con su propia montaña rusa incorporada en el siglo 25.
En "The Last Bat on Earth", Batman va al Batcave para usar la tecnología de su época para derrotar a Gorilla Grodd y su ejército de simios inteligentes en la época de Kamandi. Un grupo de "Hombres-Murciélagos" humanoides hicieron de la cueva su hogar después del Gran Desastre y son expulsados por Batman y Kamandi.

#### Teen Titans
En la serie de Los jóvenes titanes, el episodio "Haunted", el Batcave hace una aparición cuando Raven entra en la mente de Robin.

#### Young Justice
En la serie de Young Justice, el episodio "Tiempo de inactividad", Alfred y Bruce Wayne son vistos en Batcave observando el comportamiento de Robin.

#### Beware the Batman
En esta versión, Beware the Batman, la entrada a la Cueva del murciélago está escondida detrás de una gran chimenea en la sala de trofeos de Wayne. Batman trae invitados inconscientes, como Man-Bat y Manhunter, para interrogarlos. Este último fue drogado y con los ojos vendados antes de ser llevado por medidas de seguridad. En el final de la temporada, Deathstroke se infiltra en Batcave, toma a Alfred como rehén y coloca explosivos para detonarlos y destruir a Batcave y a todos los que están en ella. Batman tiene un enfrentamiento final climático contra Deathstroke, mientras que Katana, Oracle, Metamorpho y Man-Bat se dispersaron para derribar y deshacerse de los explosivos.

#### Gotham
Aparece una cueva en el interior de la Mansión Wayne en las cinco temporadas de la serie de televisión FOX Gotham.

#### Batwoman
En la serie de televisión Batwoman, Bruce tiene una Baticueva en la Torre Wayne que usan su prima Kate y Luke Fox.

#### Titanes
La Baticueva aparece en la serie de televisión Titanes.

### Videojuegos
También en el videojuego 2008 Mortal Kombat vs. DC Universe, Batcave es uno de los estadios de combate.

#### Injustice
En el videojuego Injustice: Gods Among Us, Batcave es un nivel en el juego, donde los luchadores pueden usar las diferentes armas y vehículos de Batman para dañar a su oponente; Green Arrow se enfrenta a una villana Wonder Woman y Black Adam en Batcave cuando intenta adquirir un arma kryptonita para derrotar al corrupto Superman de una realidad alternativa, y el "verdadero" Batman se enfrenta al Batman alternativo en una pelea en Batcave para convencerlo de que acepta el plan de convocar al Superman de su mundo para derrotar al villano Superman del mundo alternativo.
Una nueva versión de Batcave aparece como un nivel en Injustice 2. Esta versión fue originalmente el metro subterráneo de Gotham, construido por el bisabuelo de Bruce. También es donde Bruce mantiene su centro de comunicaciones y vigilancia, Hermano Ojo. Actualmente se desconoce si Batman reclamó el Batcave original y Mansión Wayne después de la caída de Superman y The Regime.

#### Lego Batman
El Batcave también se presenta en el videojuego de 2012 Lego Batman 2: DC Superheroes, que cuenta con tres "áreas" de estacionamiento para vehículos terrestres, marítimos y aéreos y sus salidas apropiadas de la cueva, el Batcomputer, que se utiliza para reproducir niveles pasados y "warp". 'a varios puntos de referencia en Gotham y otros elementos mostrados en los medios de Batman, como una cascada, un Lincoln Penny y un animatronic T-Rex.

#### Batman: Arkham
En el videojuego de 2009 Batman: Arkham Asylum, Batman puede acceder a un Batcave auxiliar secreto escondido dentro del sistema de cuevas debajo de la Isla Arkham después de que el Joker tome el control del asilo. Este Batcave es pequeño y bastante espartano (en comparación con el Batcave primario de Batman), que contiene solo dos plataformas pequeñas, un Batcomputer y uno de los aviones Batwing. Cerca del final del juego, esta cueva fue parcialmente destruida por Poison Ivy.
Aunque no aparece en la historia principal, Batcave aparece como un mapa de desafío descargable en la secuela de videojuegos de 2011 Batman: Arkham City. Durante la historia principal, Batman puede acceder a la base de datos de Batcomputer a través de su traje de batalla y puede cargar datos a Alfred, quien puede analizarlos utilizando el Batcomputer de vuelta en Batcave.
El Batcave es accesible en la campaña principal de Batman: Arkham Origins. Desde la cueva, el jugador puede usar el sistema de viaje rápido Batwing, cambiar a skins alternativos e ingresar a las salas de mapas de desafío en lugar de seleccionar desde el menú principal como en los juegos anteriores de Arkham. Alfred también está presente en la cueva, suministrando a Batman actualizaciones de gadgets. Batcave está muy dañado por Bane durante el clímax del juego. Todavía está dañado durante el DLC Cold, Cold Heart, establecido en la víspera de Año Nuevo, justo después de los eventos del juego principal.
Aunque el Batcave no es accesible en Batman: Arkham Knight, Alfred coordina todas las actividades durante la misión desde la cueva. También activa el Protocolo Knightfall desde la cueva con la contraseña de autorización de voz de Bruce "Martha". Cuando Wayne Manor fue destruido después de que Bruce activara el protocolo, se desconoce si el Batcave sobrevivió a la explosión. A lo largo del juego, tanto Batman como Robin utilizan una especie de Bat Bunker debajo de Panessa Studios, donde Robin trabaja para encontrar una cura para los infectados por la sangre de Joker en el juego anterior. El búnker contiene células de retención para cada paciente infectado, así como equipo médico y una Bat-computadora.